# بيتر لوكسان
بيتر بيرنارد لوكسان (بالفرنسية: Peter Luccin)‏، من مواليد 9 ابريل 1979 في مارسيليا في فرنسا، لاعب كرة قدم فرنسي.
بدأ مسيرته الكروية مع نادي كان في موسم 1996/1997، ولعب معهم 13 مباراة، وفي موسم 1997/1998 انتقل إلى نادي بوردو، ولعب معهم 41 مباراة، وفي عام 1998 انتقل إلى نادي مارسيليا، ولعب معهم حتى عام 2000، وشارك معهم في 51 مباراة وسجل هدفين، وفي موسم 2000/2001 انتقل إلى نادي باريس سان جرمان، ولعب معهم 26 مباراة وسجل هدف واحد، وفي عام 2001 انتقل إلى نادي سيلتا فيغو الإسباني، ولعب معهم حتى عام 2004، وشارك معهم في 97 مباراة وسجل 8 أهداف، وفي عام 2004 لعب مع نادي أتلتيكو مدريد الإسباني. في موسم 2007/08 وحتى الآن، يلعب لوكسان في صفوف نادي ريال سرقسطة الإسباني.

## روابط خارجية
- بيتر لوكسان على موقع الاتحاد الدولي (مؤرشف)  (الإنجليزية)
- بيتر لوكسان على موقع الاتحاد الأوربي (الإنجليزية)
- بيتر لوكسان على موقع رابطة كرة القدم الفرنسية للمحترفين (الإنجليزية)
- بيتر لوكسان على موقع الدوري الأمريكي (الإنجليزية)
- بيتر لوكسان على موقع قاعدة بيانات كرة القدم.إي يو (الإنجليزية)
- بيتر لوكسان على موقع ليكيب (الفرنسية)
- بيتر لوكسان على موقع Soccerway.com (الإنجليزية)
- بيتر لوكسان على موقع عالم كرة القدم.نت (الإنجليزية)
- بيتر لوكسان على موقع كووورة